# First Touch Soccer
First Touch Soccer – komputerowa gra sportowa o tematyce piłki nożnej, wyprodukowana przez studia X2 Games i First Touch Games. Została wydana w 2011 roku na platformach Android oraz iOS.

## Rozgrywka
Głównym celem rozgrywki jest zakup coraz lepszych zawodników i wzmacnianie swojego składu w celu rywalizacji z najlepszymi drużynami. Gra zawiera zarówno tryb kariery, jak i tryb online, w którym gracze mogą rozgrywać mecze, aby zdobyć awans do wyższych dywizji i poziomów. Gracze mają także do wyboru mecze towarzyskie offline, w których mogą rozgrywać jednorazowe mecze przeciwko drużynom kontrolowanym przez sztuczną inteligencję. Udostępniono również lokalny tryb wieloosobowy, w którym można rozgrywać mecze 1 na 1 ze znajomymi.

## Odbiór
Gra spotkała się z pozytywnym odbiorem recenzentów, uzyskując w wersji na platformę iOS średnią z 8 ocen wynoszącą 90% według agregatora Metacritic. Redaktorzy chwalili innowacyjność gry, tryb wieloosobowy i ciekawą rozgrywkę.